# بيرفومايسك
بيرفومايسك (بالروسية: Первомайск) هي إحدى مدن روسيا في الكيان الفدرالي الروسي نيزني نوفغورود أوبلاست.